# سعدالاخبیه
سَعدُالاَخبیه (ستاره بخت خیمه‌ها) یا گاما دلو یک ستاره است که در صورت فلکی دلو قرار دارد.